# Заппа, Двизил
Дви́зил За́ппа (англ. Dweezil Zappa, род. 5 сентября 1969) — американский гитарист, сын Фрэнка Заппы.
Учился у Эдди Ван Халена и Стива Вая. Первый альбом в жанре прогрессивного метала — «Havin’ a Bad Day» — выпустил в 1986 году (журнал Kerrang тогда оценил его в 3 звезды из пяти).
В 2006 году основал группу Zappa plays Zappa, исполняющую версии песен Фрэнка Заппы, в группе периодически играют бывшие музыканты, сотрудничавшие с Заппой-старшим (в том числе Стив Вай, Терри Боззио, Наполеон Мёрфи Брок, Джордж Дюк, Рэй Уайт). В 2009 году группа получила премию Грэмми в номинации за лучшее инструментальное рок-исполнение пьесы «Peaches en Regalia».
Также был диджеем на MTV, снялся в нескольких фильмах.